# IBS Paper Performance Group
Die IBS Paper Performance Group ist ein auf die Optimierung von Karton-, Tissue-, Zellstoff- und Papiermaschinen spezialisiertes Technologieunternehmen. Die Firmengruppe hat 21 Standorte, über 800 Mitarbeiter weltweit und hatte 2019  einen Umsatz von 125 Mio. Euro. Der Hauptsitz der Firmengruppe, die IBS Austria GmbH, befindet sich in Teufenbach-Katsch im Bezirk Murau in der Steiermark.

## Geschichte
Im Jahr 1967 gründete Heinrich Bartelmuss die IBS Kunststoffwerke in Teufenbach (Steiermark/Österreich) mit einem Startkapital von umgerechnet rund 7.500 Euro. Nach dem Tod von Heinrich Bartelmuss 1981, übernahmen die beiden Söhne Klaus Bartelmuss und Heinz Bartelmuss die Leitung der IBS Paper Performance Group.
Seit 2012 leitet Klaus Bartelmuss als alleiniger Eigentümer und Präsident gemeinsam mit Marc Kaddoura die Tätigkeiten des Konzerns auf globaler Ebene.

## Tätigkeiten
Die IBS Paper Performance Group ist spezialisiert auf die Optimierung und den Umbau von Karton-, Tissue-, Zellstoff- und Papiermaschinen.

## Standorte
Die IBS Paper Performance Group besteht aus 21 Vertriebs-, Produktions- und Servicestandorten weltweit.
- IBS Austria GmbH
- IBS of America Corporation (USA)
- IBS Finland Oy (Finnland)
- IBS do Brasil Ltda. (Brasilien)
- PT IBS Indonesia (Indonesien)
- IBS Manufacturing (Taicang) Co.,Ltd. (China)
- IBS Japan Ltd. (Japan)
- IBS Performance Center Germany GmbH (Deutschland)
- JUD AG Papiermaschinen (Liechtenstein)
- JUD Corporation (Vereinigte Staaten)
- James Ross Limited (Kanada)
- Maschinenfabrik Berger GmbH (Österreich)
- PGA Anlagenbau GmbH (Österreich)
- Transphase Technology (USA)
- PMS Papiermaschinen–Systemtechnik GmbH (Deutschland)
- Papertech Inc. (Kanada)
- Roptec GmbH (Deutschland)
- Horst Sprenger GmbH Spezialwerkzeuge (Deutschland)
- V.I.T. Papertec GmbH (Deutschland)
- Ecoworld LCL GmbH (Österreich)
- Fanart Design GmbH (Österreich)[4]
- Kolibri GmbH (Österreich)